# Дискография Pantera
Дискография американской метал-группы Pantera включает 9 студийных альбомов, 4 мини-альбома, 20 синглов, 4 видеоальбома, 1 концертный альбом и 4 сборника.
Группа была основана в начале 1980-х и первые свои четыре студийных альбома выпустила на собственном лейбле Metal Magic Records. Эти альбомы не имели большого успеха. Прорывом для группы стал дебютный на мейджор-лейбле альбом Cowboys from Hell, выпущенный в 1990 году, который позднее получил платиновый статус от Американской ассоциации звукозаписывающих компаний. Вышедший в следующем году видеоальбом Cowboys from Hell: The Videos включал в себя видеоклипы с Cowboys from Hell, в США ему был присвоен золотой статус.
Следующий альбом, также изданный на мейджор-лейбле, Vulgar Display of Power был выпущен в 1992 году и занял 44-е место в Billboard 200, позднее став дважды платиновым в США и один раз в Австралии. Синглы «Mouth for War» и «Walk» сопровождались видеоклипами, в 1993 году включёнными в видеоальбом Vulgar Video, который, как и предшествующий альбом, получил платиновый статус в США. После двухлетних гастролей группа выпустила альбом Far Beyond Driven (1994), который дебютировал на вершине американского чарта Billboard 200 и австралийского ARIA Charts, вошёл в лучшую тройку хит-парадов Швеции и Великобритании, позднее получив платиновый статус в США и Канаде. Релиз 1996 года — The Great Southern Trendkill — достиг четвёртого места Billboard 200, второй позиции в австралийском чарте ARIA и попал в пятёрку лучших в Финляндии и Новой Зеландии. В США альбом получил платиновый статус.
В 1997 году вышел единственный концертный альбом Pantera — Official Live: 101 Proof, достигший топ-20 в четырёх странах и получивший золотой статус в США. В том же году группа выпустила видеоальбом 3 Watch It Go, включавший в себя видеоклипы для всех синглов с Far Beyond Driven и клип на песню «Drag the Waters» с альбома The Great Southern Trendkill. 3 Watch It Go получил платиновый статус в США. Следующий видеоальбом Pantera — 3 Vulgar Videos from Hell — вышел в 1999 году и стал платиновым в США и Австралии. В 2000 году группа выпустила свой последний студийный альбом — Reinventing the Steel, который занял четвёртое в американском Billboard 200, второе место в австралийском чарте ARIA и третье место в Финляндии. В 2003 году в США был издан сборник The Best of Pantera: Far Beyond the Great Southern Cowboys’ Vulgar Hits!, который содержал песни с альбомов группы, выпущенных на мэйджор-лейблах. Сборник занял 38-е место в Billboard 200 и позднее получил платиновый статус в США. В том же году Pantera распалась, а её участники сформировали группы Hellyeah, Damageplan, Down и Superjoint Ritual.
| Сокращения названий стран (по стандарту ГОСТ 7.67) | Сокращения названий стран (по стандарту ГОСТ 7.67)                                                                         |                                                                    |
| --- | --- | ------------------------------------------------------------------ |
| \| - АВС — Австралия - АВТ — Австрия - БЕЛ — Бельгия - ВЕЛ — Великобритания - ВЕН — Венгрия - ГЕР — Германия \| - ИТА — Италия - КАН — Канада - НИД — Нидерланды - НОЗ — Новая Зеландия - НОР — Норвегия - США — Соединённые Штаты Америки \| - ФИН — Финляндия - ФРА — Франция - ШВА — Швейцария - ШВЕ — Швеция \| | |                                                                    |
| - АВС — Австралия - АВТ — Австрия - БЕЛ — Бельгия - ВЕЛ — Великобритания - ВЕН — Венгрия - ГЕР — Германия | - ИТА — Италия - КАН — Канада - НИД — Нидерланды - НОЗ — Новая Зеландия - НОР — Норвегия - США — Соединённые Штаты Америки | - ФИН — Финляндия - ФРА — Франция - ШВА — Швейцария - ШВЕ — Швеция |

## Студийные альбомы
| Год                                                                               | Альбом                                                                                     | Высшие позиции в хит-парадах | Высшие позиции в хит-парадах | Высшие позиции в хит-парадах | Высшие позиции в хит-парадах | Высшие позиции в хит-парадах | Высшие позиции в хит-парадах | Высшие позиции в хит-парадах | Высшие позиции в хит-парадах | Высшие позиции в хит-парадах | Высшие позиции в хит-парадах | Высшие позиции в хит-парадах | Высшие позиции в хит-парадах | Высшие позиции в хит-парадах | Высшие позиции в хит-парадах | Высшие позиции в хит-парадах | Высшие позиции в хит-парадах | Сертификации                                                  |
| Год                                                                               | Альбом                                                                                     | АВС                          | АВТ                          | БЕЛ                          | ВЕЛ                          | ВЕН                          | ГЕР                          | ИТА                          | КАН                          | НИД                          | НОЗ                          | НОР                          | США                          | ФИН                          | ФРА                          | ШВА                          | ШВЕ                          | Сертификации                                                  |
| --------------------------------------------------------------------------------- | ------------------------------------------------------------------------------------------ | ---------------------------- | ---------------------------- | ---------------------------- | ---------------------------- | ---------------------------- | ---------------------------- | ---------------------------- | ---------------------------- | ---------------------------- | ---------------------------- | ---------------------------- | ---------------------------- | ---------------------------- | ---------------------------- | ---------------------------- | ---------------------------- | ------------------------------------------------------------- |
| 1983                                                                              | Metal Magic - Дата выхода: 10 июня - Лейбл: Metal Magic - Форматы: LP, CS                  | —                            | —                            | —                            | —                            | —                            | —                            | —                            | —                            | —                            | —                            | —                            | —                            | —                            | —                            | —                            | —                            |                                                               |
| 1984                                                                              | Projects in the Jungle - Дата выхода: 27 июля - Лейбл: Metal Magic - Форматы: LP, CS       | —                            | —                            | —                            | —                            | —                            | —                            | —                            | —                            | —                            | —                            | —                            | —                            | —                            | —                            | —                            | —                            |                                                               |
| 1985                                                                              | I Am the Night - Дата выхода: 16 августа - Лейбл: Metal Magic - Форматы: LP, CS            | —                            | —                            | —                            | —                            | —                            | —                            | —                            | —                            | —                            | —                            | —                            | —                            | —                            | —                            | —                            | —                            |                                                               |
| 1988                                                                              | Power Metal - Дата выхода: май - Лейбл: Metal Magic - Форматы: LP, CD, CS                  | —                            | —                            | —                            | —                            | —                            | —                            | —                            | —                            | —                            | —                            | —                            | —                            | —                            | —                            | —                            | —                            |                                                               |
| 1990                                                                              | Cowboys from Hell - Дата выхода: 24 июля - Лейбл: Atco - Форматы: LP, CD, CS               | —                            | —                            | —                            | —                            | —                            | —                            | —                            | —                            | —                            | —                            | —                            | 117                          | —                            | —                            | —                            | 46                           | RIAA: Платиновый BPI: Золотой                                 |
| 1992                                                                              | Vulgar Display of Power - Дата выхода: 25 февраля - Лейбл: Atco - Форматы: CD, CS, LP      | —                            | —                            | 196                          | 64                           | —                            | 69                           | —                            | —                            | —                            | —                            | —                            | 44                           | —                            | —                            | —                            | —                            | RIAA: 2x Платиновый ARIA: Платиновый BPI: Золотой MC: Золотой |
| 1994                                                                              | Far Beyond Driven - Дата выхода: 22 марта - Лейбл: East West - Форматы: CD, CS, LP         | 1                            | 8                            | —                            | 3                            | 7                            | 7                            | —                            | 18                           | 47                           | 14                           | 14                           | 1                            | —                            | —                            | 21                           | 2                            | RIAA: Платиновый MC: Платиновый BPI: Золотой                  |
| 1996                                                                              | The Great Southern Trendkill - Дата выхода: 7 мая - Лейбл: East West - Форматы: CD, CS, LP | 2                            | 14                           | 22/19                        | 17                           | 21                           | 33                           | —                            | 19                           | 61                           | 5                            | 14                           | 4                            | 4                            | —                            | 37                           | 7                            | RIAA: Платиновый BPI: Серебряный                              |
| 2000                                                                              | Reinventing the Steel - Дата выхода: 21 марта - Лейбл: East West - Форматы: CD, CS, LP     | 2                            | 26                           | —                            | 33                           | 12                           | 18                           | 25                           | 8/33                         | 55                           | 10                           | 14                           | 4                            | 3                            | 21                           | 84                           | 27                           | RIAA: Золотой                                                 |
| «—» указывает на то, что релиз не был в чарте или не был выпущен в данной стране. |                                                                                            |                              |                              |                              |                              |                              |                              |                              |                              |                              |                              |                              |                              |                              |                              |                              |                              |                                                               |

## Сборники
| 1994                                                                              | Driven Downunder Tour '94 - Лейбл: East West - Форматы: CD                                  | —  | —   | —  | —  | —  |                               |
| 1996                                                                              | The Singles 1991–1996 - Лейбл: East West - Форматы: 6×CD                                    | 40 | —   | —  | —  | —  |                               |
| 2003                                                                              | The Best of Pantera - Дата выхода: 23 сентября - Лейбл: Rhino/Elektra - Форматы: CD + DVD   | —  | 116 | 32 | 38 | 33 | RIAA: Платиновый BPI: Золотой |
| 2010                                                                              | 1990–2000: A Decade of Domination - Дата выхода: 30 марта - Лейбл: Rhino/Atco - Форматы: CD | —  | —   | —  | —  | —  |                               |
| 2015                                                                              | History of Hostility - Дата выхода: 30 октября - Лейбл: Atco/Rhino - Форматы: CD, LP        | —  | —   | —  | —  | —  |                               |
| «—» указывает на то, что релиз не был в чарте или не был выпущен в данной стране. |                                                                                             |    |     |    |    |    |                               |

## Концертные альбомы
| Год  | Альбом                                                                                     | Высшие позиции в хит-парадах | Высшие позиции в хит-парадах | Высшие позиции в хит-парадах | Высшие позиции в хит-парадах | Высшие позиции в хит-парадах | Высшие позиции в хит-парадах | Высшие позиции в хит-парадах | Высшие позиции в хит-парадах | Высшие позиции в хит-парадах | Высшие позиции в хит-парадах | Высшие позиции в хит-парадах | Высшие позиции в хит-парадах | Высшие позиции в хит-парадах | Сертификации  |
| Год  | Альбом                                                                                     | АВС                          | АВТ                          | ВЕЛ                          | ВЕН                          | ГЕР                          | КАН                          | НИД                          | НОЗ                          | НОР                          | США                          | ФИН                          | ФРА                          | ШВЕ                          | Сертификации  |
| ---- | ------------------------------------------------------------------------------------------ | ---------------------------- | ---------------------------- | ---------------------------- | ---------------------------- | ---------------------------- | ---------------------------- | ---------------------------- | ---------------------------- | ---------------------------- | ---------------------------- | ---------------------------- | ---------------------------- | ---------------------------- | ------------- |
| 1997 | Official Live: 101 Proof - Дата выхода: 29 июля - Лейбл: East West - Форматы: 2×LP, CD, CS | 19                           | 46                           | 54                           | 28                           | 84                           | 42                           | 59                           | 19                           | 36                           | 15                           | 16                           | 24                           | 32                           | RIAA: Золотой |

## Мини-альбомы
| Год  | Детали                                                  |
| ---- | ------------------------------------------------------- |
| 1993 | Walk - Лейбл: Atco - Форматы: LP, CD                    |
| 1994 | Alive and Hostile E.P. - Лейбл: East West - Форматы: CD |
| 1994 | Hostile Moments - Лейбл: Atco - Форматы: LP             |
| 2006 | Rhino Hi-Five: Pantera - Лейбл: Rhino - Форматы: ЦД     |

## Видеоальбомы
| Год  | Альбом                                                                                        | Сертификации                      |
| ---- | --------------------------------------------------------------------------------------------- | --------------------------------- |
| 1991 | Cowboys from Hell: The Videos - Дата выхода: 2 апреля - Лейбл: Elektra - Форматы: VHS         | RIAA: Золотой                     |
| 1993 | Vulgar Video - Дата выхода: 16 ноября - Лейбл: Elektra - Форматы: VHS                         | RIAA: Платиновый                  |
| 1997 | 3 Watch It Go - Дата выхода: 2 октября - Лейбл: Elektra - Форматы: VHS                        | RIAA: Платиновый                  |
| 1999 | 3 Vulgar Videos from Hell - Дата выхода: 4 октября - Лейбл: Rhino Home Video - Форматы: 2xDVD | RIAA: Платиновый ARIA: Платиновый |

## Синглы
| 1990                                                                              | «Cowboys from Hell»     | —  | —  | —  | —  | Cowboys from Hell                       |
| 1990                                                                              | «Cemetery Gates»        | —  | —  | —  | —  | Cowboys from Hell                       |
| 1990                                                                              | «Psycho Holiday»        | —  | —  | —  | —  | Cowboys from Hell                       |
| 1992                                                                              | «Mouth for War»         | —  | 73 | —  | —  | Vulgar Display of Power                 |
| 1992                                                                              | «This Love»             | —  | —  | —  | —  | Vulgar Display of Power                 |
| 1992                                                                              | «Hollow»                | —  | —  | —  | —  | Vulgar Display of Power                 |
| 1993                                                                              | «Walk»                  | —  | 35 | —  | —  | Vulgar Display of Power                 |
| 1994                                                                              | «I'm Broken»            | 49 | 19 | —  | 32 | Far Beyond Driven                       |
| 1994                                                                              | «Planet Caravan»        | —  | 26 | 21 | —  | Far Beyond Driven                       |
| 1994                                                                              | «5 Minutes Alone»       | —  | —  | —  | —  | Far Beyond Driven                       |
| 1994                                                                              | «Becoming»              | —  | —  | —  | —  | Far Beyond Driven                       |
| 1996                                                                              | «Drag the Waters»       | —  | —  | —  | —  | The Great Southern Trendkill            |
| 1996                                                                              | «Suicide Note»          | —  | —  | —  | —  | The Great Southern Trendkill            |
| 1996                                                                              | «Floods»                | —  | —  | —  | —  | The Great Southern Trendkill            |
| 1997                                                                              | «Where You Come From»   | —  | —  | —  | —  | Official Live: 101 Proof                |
| 1999                                                                              | «Cat Scratch Fever»     | —  | —  | 40 | —  | Саундтрек к фильму Детройт — город рока |
| 2000                                                                              | «Revolution Is My Name» | —  | —  | 28 | —  | Reinventing the Steel                   |
| 2000                                                                              | «Goddamn Electric»      | —  | —  | —  | —  | Reinventing the Steel                   |
| 2000                                                                              | «I'll Cast a Shadow»    | —  | —  | —  | —  | Reinventing the Steel                   |
| 2012                                                                              | «Piss»                  | —  | —  | 23 | —  | Vulgar Display of Power                 |
| «—» указывает на то, что релиз не был в чарте или не был выпущен в данной стране. |                         |    |    |    |    |                                         |

## Видеоклипы
| Год  | Песня                           | Режиссёр(ы)     |
| ---- | ------------------------------- | --------------- |
| 1990 | «Cowboys from Hell»             | Пол Рэчмен      |
| 1990 | «Psycho Holiday»                | Пол Рэчмен      |
| 1990 | «Cemetery Gates»                | Пол Рэчмен      |
| 1991 | «Primal Concrete Sledge (live)» |                 |
| 1991 | «Domination (live)»             |                 |
| 1992 | «Mouth for War»                 | Пол Рэчмен      |
| 1992 | «This Love»                     | Кевин Керслэйк  |
| 1993 | «Walk»                          | Пол Андерсон    |
| 1994 | «Planet Caravan»                | Майкл Бойдстан  |
| 1994 | «I’m Broken»                    | Уэйн Ишам       |
| 1994 | «5 Minutes Alone»               | Уэйн Ишам       |
| 1996 | «Drag the Waters»               | Даймбэг Даррелл |
| 2000 | «Revolution Is My Name»         | Джим Ван Беббер |
| 2012 | «Piss»                          | Зак Мерк        |

## Саундтреки и прочее
| Год  | Материал                           | Альбом                                                                  | Песня                                |
| ---- | ---------------------------------- | ----------------------------------------------------------------------- | ------------------------------------ |
| 1992 | «Баффи — истребительница вампиров» | Buffy the Vampire Slayer: Original Motion Picture Soundtrack            | «Light Comes Out of Black»           |
| 1994 | «Ворон»                            | The Crow — Original Motion Picture Soundtrack                           | «The Badge»                          |
| 1995 | «Байки из склепа: Демон ночи»      | Tales from the Crypt: Demon Knight — Original Motion Picture Soundtrack | «Cemetery Gates (Demon Knight Edit)» |
| 1998 | «Стрейнджлэнд»                     | Strangeland — Original Motion Picture Soundtrack                        | «Where You Come From»                |
| 1999 | «Детройт — город рока»             | Detroit Rock City — Original Motion Picture Soundtrack                  | «Cat Scratch Fever»                  |
| 2000 | «Тяжёлый металл 2000»              | Heavy Metal 2000 — Original Soundtrack                                  | «Immortally Insane»                  |
| 2000 | «Nativity in Black»                | Nativity in Black II: A Tribute to Black Sabbath                        | «Electric Funeral»                   |
| 2000 | «Дракула 2000»                     | Dracula 2000 — Music from the Dimension Motion Picture                  | «Avoid the Light»                    |
| 2001 | «Губка Боб Квадратные Штаны»       | SpongeBob SquarePants: Original Theme Highlights                        | «Pre-Hibernation»                    |
| 2003 | «Dallas Stars: Greatest Hits»      |                                                                         | «Puck Off»                           |